# Stenodynerus blandus
Stenodynerus blandus är en stekelart som först beskrevs av Henri Saussure 1870.  Stenodynerus blandus ingår i släktet smalgetingar, och familjen Eumenidae. Utöver nominatformen finns också underarten S. b. catalinae.